# Lulworthiomycetidae
Lulworthiomycetidae Dayar., E.B.G. Jones & K.D. Hyde – podklasa grzybów zaliczanych do klasy Sordariomycetes.

## Systematyka
Według aktualizowanej klasyfikacji Index Fungorum bazującej na Dictionary of the Fungi do klasy Diaporthomycetidae należą:
- rząd Koralionastetales Kohlm., Volkm.-Kohlm., J. Campb. & Inderb. 2009
- rząd Lulworthiales  Kohlm., Spatafora & Volkm.-Kohlm. 2000